# Ерцгебірге Ауе
ФК «Ерцгебірге Ауе» (нім. Fußballclub Erzgebirge Aue e. V.) — німецький футбольний клуб з Ауе, заснований у 1949 році. Виступає в Другій Бундеслізі. Домашні матчі приймає на «Ерцгебіргсштадіоні», місткістю 15 711 глядачів.

## Досягнення
- Чемпіонат НДР
  - Чемпіон: 1956, 1957, 1959
- Кубок НДР
  - Володар: 1955.

## Виступи в єврокубках

### як Вісмут Карл-Маркс-Штадт
| Сезон   | Змагання                     | Раунд | Країна            | Клуб            | Результат     |
| ------- | ---------------------------- | ----- | ----------------- | --------------- | ------------- |
| 1957–58 | Кубок Європейських чемпіонів | 1Р    | Польща            | Гвардія Варшава | 1–3, 3–1, 1–1 |
|         |                              | 2Р    | Нідерланди        | Аякс            | 1–3, 0–1      |
| 1958–59 | Кубок Європейських чемпіонів | 1/16  | Румунія           | Петролул        | 4–2, 0–2, 4–0 |
|         |                              | 1/8   | Швеція            | Гетеборг        | 2–2, 4–0      |
|         |                              | 1/4   | Швейцарія         | Янг Бойз        | 2–2, 0–0, 1–2 |
| 1960–61 | Кубок Європейських чемпіонів | КР    | Північна Ірландія | Гленавон        | прохід        |
|         |                              | 1Р    | Австрія           | Рапід Відень    | 1–3, 2–0, 0–1 |

### як Вісмут Ауе
| Сезон   | Змагання   | Раунд | Країна   | Клуб              | Результат |
| ------- | ---------- | ----- | -------- | ----------------- | --------- |
| 1985–86 | Кубок УЄФА | 1Р    | СРСР     | Дніпро            | 1–3, 1–2  |
| 1987–88 | Кубок УЄФА | 1Р    | Ісландія | Валюр             | 0–0, 1–1  |
|         |            | 2Р    | Албанія  | Фламуртарі Вльора | 1–0, 0–2  |